# Astronauta: Entropia
Astronauta: Entropia é um romance gráfico de ficção científica publicado em 2018 pela Panini Comics como parte do projeto Graphic MSP, que traz releituras dos personagens da Turma da Mônica sob a visão de artistas brasileiros dos mais variados estilos. O livro foi escrito e desenhado por Danilo Beyruth com cores de Cris Peter. A história, que é sequência direta dos álbuns Astronauta: Magnetar (2012) e Astronauta: Singularidade (2014), Astronauta: Assimetria (2016), mostrando Astronauta Pereira e a adolescente Isabel perdidos no espaço. Em 2020, foi lançada a quinta parte, Astronauta: Parallax e em 2022, a sexta é última parte Astronauta: Convergência.

## Outras mídias
Durante a Comic Con Experience de 2017, foi lançado um teaser de uma minissérie de animação em seis capítulos baseada nas graphic novels produzidas por Danilo Beyruth e Cris Peter. Em dezembro do ano seguinte, novamente na Comic Con Experience, foi anunciado que a série se chamaria Astronauta – Propulsão e seria coproduzida e exibida pela HBO, em dezembro de 2022, um teaser foi lançado durante o evento, a minisérie servirá de prequel para a série de graphic novels, durante o evento, Mauricio de Sousa disse que mantém uma conversa próxima com a NASA. O título foi alterado para apenas Astronauta, a série estreou em 18 de outubro de 2024 no Max. 